# 伊翁·提里亞克
伊翁·提里亞克（羅馬尼亞語：Ion Ţiriac，羅馬尼亞語發音：[iˈon t͡siriˈak]，1939年5月9日—），出生於羅馬尼亞的布拉索夫，羅馬尼亞前男子職業網球運動員，現為商人，2010年，被頂尖300資本報導為羅馬尼亞首富。他現在是馬德里大師賽的賽事總監之一。

## 運動生涯
提里亞克起初為冰球選手，曾代表羅馬尼參加1964年冬季奥林匹克运动会，後來他轉打網球，與同胞伊利耶·納斯塔塞一同獲得1970年法國網球公開賽雙打冠軍，他們並在1970年代攜手合作多次打進台維斯盃決賽。
1983年，他成為網球經理人；尤其在1984年至1993年，他曾為鲍里斯·贝克尔處理網球事務。1998年，他曾為羅馬尼亞國家奧運委員會運主席。
提里亞克曾在德國運作大型男子比賽，包括數屆的年終錦標賽在漢諾威舉行，雖然網球在他的投資計劃與生命中只佔一小部分，不過讓人印象深刻的是，他接手馬德里大師賽後，不但讓這項比賽舉辦的有聲有色，並且成為男女合辦的賽事。2009年，總獎金達到720萬歐元。
1996年，提里亞克取得執照後，從那年開辦羅馬尼亞網球公開賽，該項賽事總獎金為450萬歐元，屬於ATP世界巡迴賽250賽，舉行在羅馬尼亞的布加勒斯特。2010年的冠軍是胡安·伊格納西奧·切拉。

## 生涯統計

### 大滿貫決賽

#### 雙打

##### 冠軍 (1)
| 年份 | 比賽 | 場地 | 搭檔                         | 決賽對手                                | 勝方比分      |
| ---- | ---- | ---- | ---------------------------- | --------------------------------------- | ------------- |
| 1970 | 法网 |      | 伊利耶·納斯塔塞 （羅馬尼亞） | 亞瑟·阿什（美國）和 查理·帕薩爾（美國） | 6–2、6–4、6–3 |

## 商業生涯
他從網球運動員的身份退休後，提里亞克在德國成為商人，1987年，他與鮑勃·於克出現在米勒·李特啤酒電視廣告，於克曾稱讚提里亞克的幽默特質。
共產主義在羅馬尼亞垮台後，他開始許多商業與投資行為。1990年，他成立提里亞克銀行（Banca Ţiriac），為羅馬尼亞在後共產主義時期中的第一間私人銀行，此外，還有經營多項企業（零售、保險、汽車租賃、汽車經銷商和航空等等），他的身價估計為9億美元。
伊翁·提里亞克成為羅馬尼亞籍中進入福布斯中億萬富豪的第一人，他的財富被排在世界第840。根據2007年雜誌的資料，他的財富被估計為11億美元截至2007年。2010年，頂尖300資本報導伊翁·提里亞克為羅馬尼亞中最為富有的人，財富被估計為15到16億歐元（20–22億美元）。

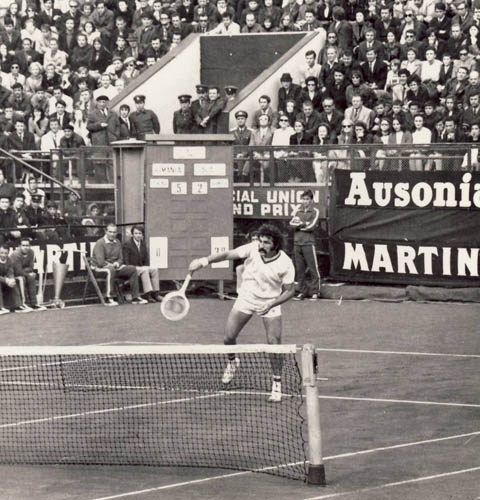
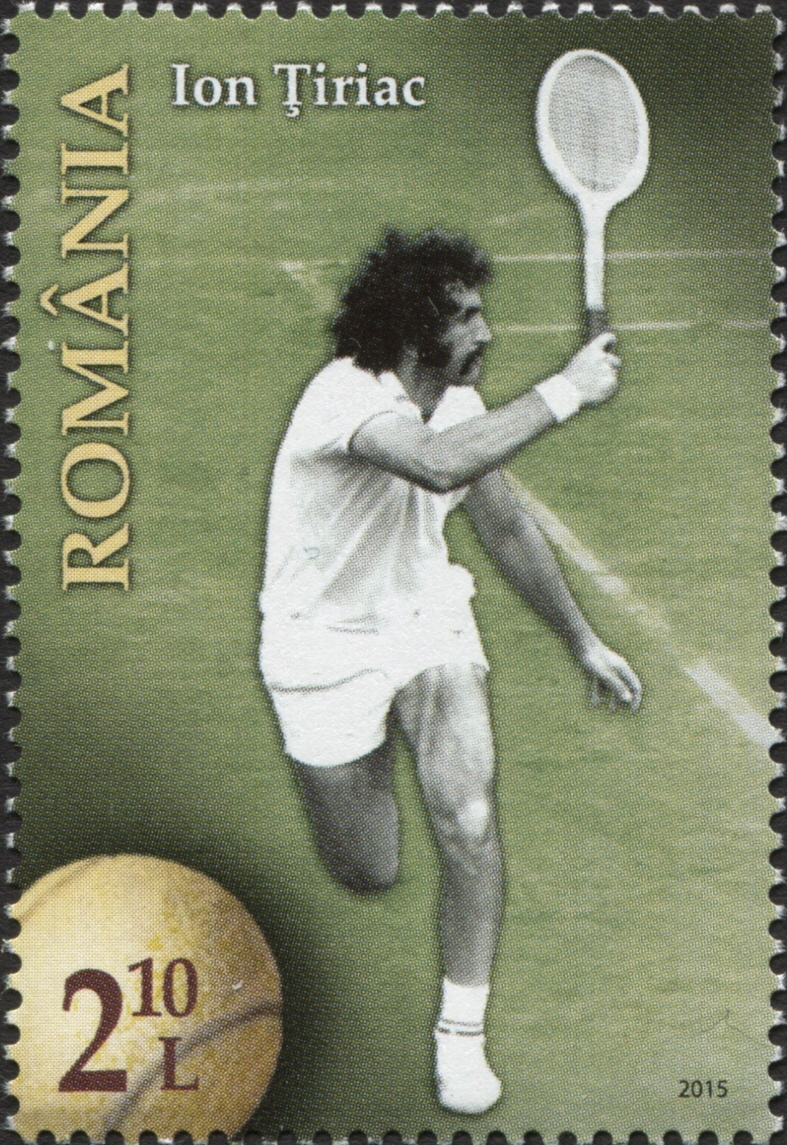
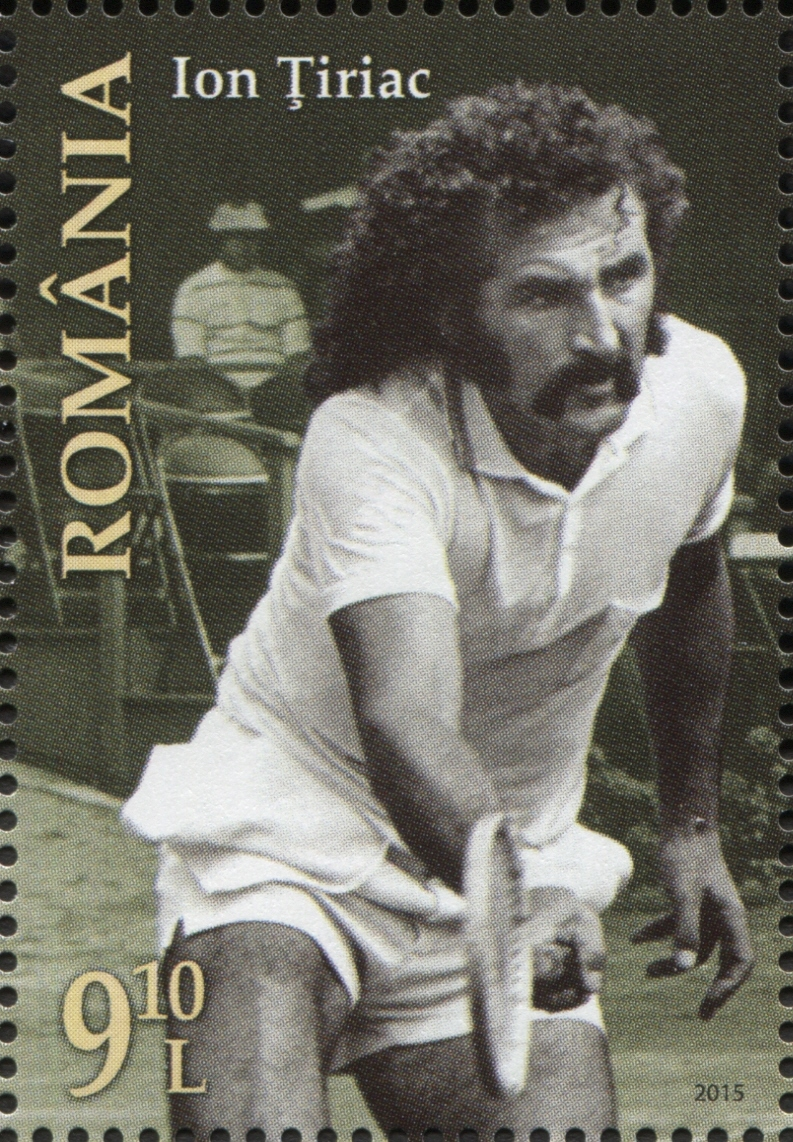

## 公司
- 提里亞克持股
- 伊翁·提里亞克航空
- HVB提里亞克銀行[永久]
- 提里亞克保險公司
- 提里亞克汽車 （页面存档备份，存于）
- 提里亞克租賃 （页面存档备份，存于）
- 提里亞克旅行業l Archive.today的存檔，存档日期2004-04-21

## 外部連結
- 伊翁·提里亞克（英文/西班牙文）的官方資料
- 伊翁·提里亞克的國際網球總會 職業／青少年 官方資料（英文）
- 伊翁·提里亞克的官方資料（英文）